# Jonathan Pérez (músico)
Jonathan Alejandro Pérez Riveros, (Quintero, cerca de Viña del Mar, Chile, 1 de mayo de 1979) es un baterista chileno nacionalizado noruego. 
Es conocido por su trabajo con las bandas nórdicas de metal gótico y  sinfónico Trail of Tears y Sirenia. Actualmente es el baterista de Green Carnation desde 2016.

## Carrera musical
Jonathan Pérez abandonó Chile en 1982 (a sus 3 años) junto con su familia y creció en la ciudad de Kristiansand, Noruega, donde se desarrolló en el medio musical desde su adolescencia.  
Su carrera profesional en la música la inició a los 18 años con Trail of Tears - una banda local - en 1997, cuando ocupó el puesto del noruego Vidar Uleberg. Con ellos grabó un total de cinco álbumes de estudio, participó en numerosas giras europeas y un tour por México (2003). 
En 2004, fue llamado junto con Trail of Tears para formar parte del álbum doble tributo al grupo australiano Dead Can Dance, titulado The Lotus Eaters (Tribute To Dead Can Dance). La agrupación aparece interpretando el tema "The Arcane". El disco fue muy bien recibido por el público y la crítica.
De 2003 a 2005 participó como miembro de gira para conciertos de Sirenia, y fue baterista de Tristania en su tour de 2005.
Durante la primavera y el verano de 2006, realizó una exitosa gira europea junto a su banda, en compañía de Therion y Tristania, promocionando el álbum Free Fall Into Fear, publicado un año antes.
Una vez concluida, grabaron el quinto álbum del grupo, llamado Existentia, con el cual se programó una nueva gira de conciertos interpretando el nuevo material en el transcurso de 2007.
Sin embargo, en noviembre de 2006, Pérez abandonó definitivamente Trail of Tears en conjunto con sus otros miembros (excepto su líder Ronny Thorsen), debido a diferencias y pérdidas monetarias de la organización hacia los integrantes de la banda.
Posteriormente se mantuvo como un integrante permanente de Sirenia, aunque no fue un miembro habitual en las grabaciones de sus discos.
Con esta banda intervino solamente en la grabación de su mini-CD Sirenian Shores (2004) y en su álbum Nine Destinies and a Downfall (2007), así como también aparece acreditado en tres sencillos y en todos los vídeos musicales que lanzaron hasta 2016. Su llegada coincidió con el primer gran éxito internacional de Sirenia, el tema "My Mind' s Eye" (2007), que lideró las listas de radio en varios países. El video se difundió ampliamente en Austria, Suiza, Australia y Alemania, además de que se transmitió por MTV, según publicó el diario noruego Aftenbladet.
Otros dos proyectos musicales de carácter más experimental y menos conocidos han sido las bandas Stemplet Falsk (literalmente en noruego Sello Falso), que conformó junto a su excompañero de Trail of Tears, el guitarrista Runar Hansen y el aún más personal, al que llamó Sonido Latino. De ambos proyectos no ha publicado aún ningún material discográfico, a no ser algunos demos sin lanzamiento oficial.
En 2016, Pérez se convirtió en miembro oficial de Green Carnation, junto con sus excompañeros de Trail of Tears Kjetil Nordhus y Michael S. Krumins.
En noviembre de 2017, Pérez abandonó Sirenia definitivamente previo a una gira europea y su puesto lo ocupó el baterista austríaco Roland Navratil.

## Vida personal
Jonathan Pérez vive en Kristiansand. Está casado con Camilla Fredriksen y tiene tres hijos.
Aparte de la música, trabaja para la empresa Scan Trade (filial de la marca Umbro en Noruega), la cual comercializa ropa deportiva para atletas noruegos y patrocina varios equipos del país.

## Discografía

### Con Trail of Tears
- Disclosure in Red (1998)
- Profoundemonium (2000)
- A New Dimension of Might (2002)
- Free Fall Into Fear (2005)
- Existentia (2007)

### Con Sirenia
- Sirenian Shores (EP, 2004)
- Nine Destinies and a Downfall (2007)
- "My Mind's Eye" (sencillo y vídeo musical, 2007)
- ”The Other Side" (vídeo musical, 2007)
- "The Path To Decay" (sencillo y vídeo musical de The 13th Floor, 2009)
- "Seven Widows Weep" (sencillo y vídeo musical de Perils of the Deep Blue, 2013)
- "Once My Light" (sencillo y video musical de The Seventh Life Path, 2015)
- "Dim Days of Dolor" (sencillo y video musical de Dim Days of Dolor, 2016)

### Con Green Carnation
- Last Day of Darkness (Concierto, 2018)
- Leaves of Yesteryear (2020)
- "The World Without a View" (sencillo, 2020)

### Varios artistas
- The Lotus Eaters (Tribute To Dead Can Dance) (aparece con Trail of Tears en el tema "The Arcane") (2004)